# Gemini 1
La missione denominata Gemini-Titan 1 (GT-1) fu il lancio del primo veicolo spaziale senza equipaggio della serie Gemini con il suo razzo vettore del tipo Titan. Il lancio della missione avvenne l'8 aprile 1964 alle ore 11:00 EST (Eastern Standard Time) da Cape Canaveral.

## La missione
L'Obiettivo della missione fu il collaudo della resistenza della struttura del modulo Gemini nell'orbita terrestre. Durante detta missione comunque il modulo stesso non venne staccato dal secondo stadio del razzo vettore Titan. Entrambe le componenti infatti raggiunsero l'orbita precedentemente calcolata dopo soli sei minuti.
Solo le prime tre orbite terrestri facevano parte dell'obbiettivo della missione, risultato raggiunto dopo quattro ore e cinquanta minuti sorvolando per la terza volta il centro di Cape Canaveral. Ciò nonostante il centro di controllo della missione, allora il Goddard Space Flight Center, continuò a seguire le seguenti orbite del veicolo spaziale. Dopo 64 giri intorno alla Terra, il veicolo si spense man mano sopra le acque del sud dell'Oceano Atlantico mentre rientrava nell'atmosfera terrestre. Ciò avvenne il 12 aprile.
Il risultato della missione può essere considerato come un grande successo. Infatti fu la dimostrazione che il modulo Gemini era idoneo per il volo nello spazio e che tutti i sistemi installati funzionavano con piena soddisfazione dei responsabili.

## La capsula
La prima capsula gemini è stata costruita solo e soltanto a scopo di questa missione. Mancava di sistemi di supporto vitale, ma equipaggiata di scudo termico con quattro fori praticati al fine di distruggere la capsula al rientro. Al posto dei sedili per l'equipaggio erano presenti vari strumenti di telemetria tra i quali della pressione, vibrazione, accelerazione e temperatura.
Come ogni nuova capsula, ci sono stati numerosi problemi fin dai primi test ma non solo, anche il vettore presentava alcuni problemi, come l'Air Force doveva ancora rendere il missile Titan II totalmente affidabile come ICBM, per non parlare degli equipaggi umani. Un esempio è stato un corto circuito verificatosi all'accensione del secondo stadio a causa di una fascetta difettosa nell'isolamento.

## Galleria d'immagini

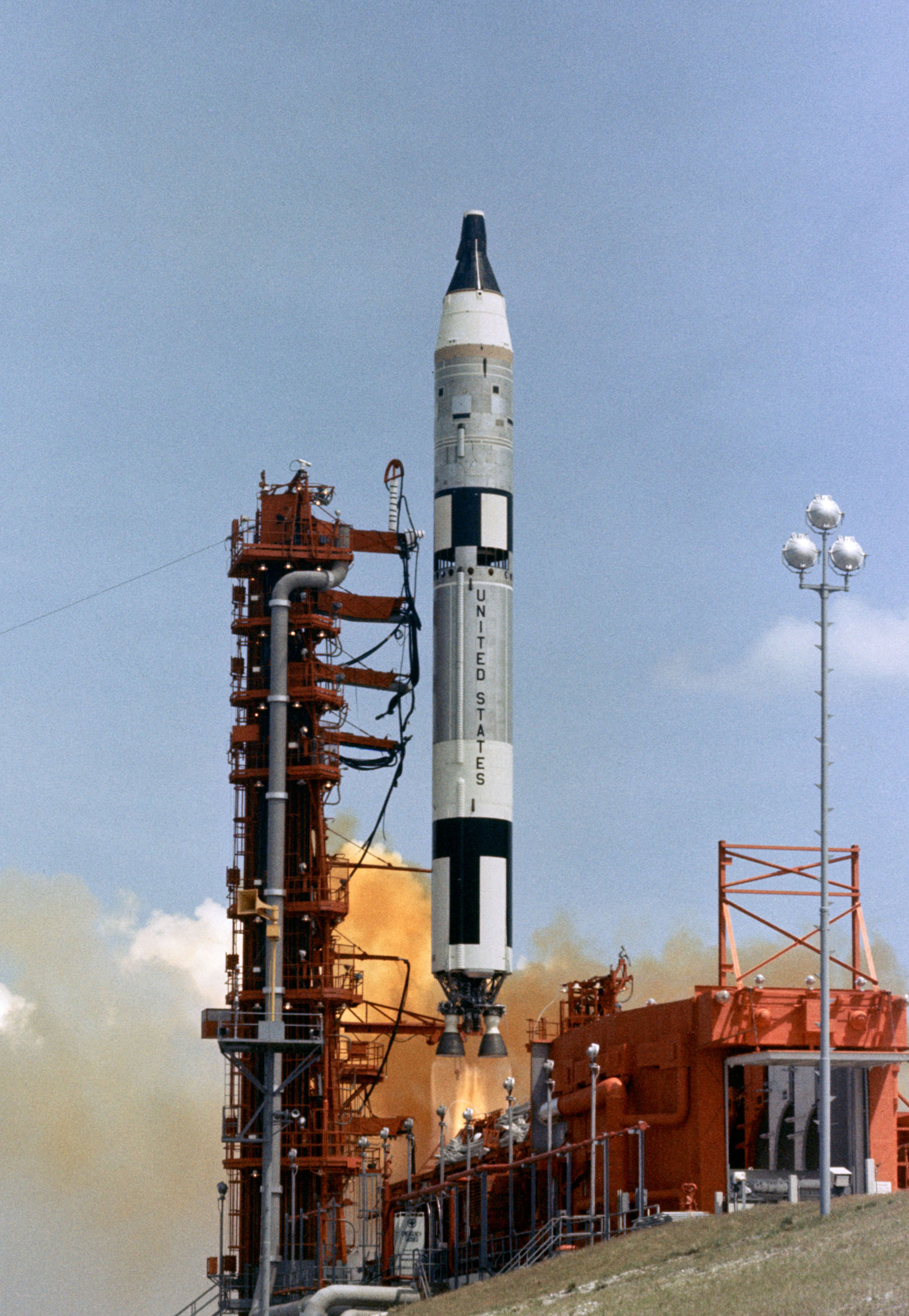
Il lancio, 8 aprile 1964
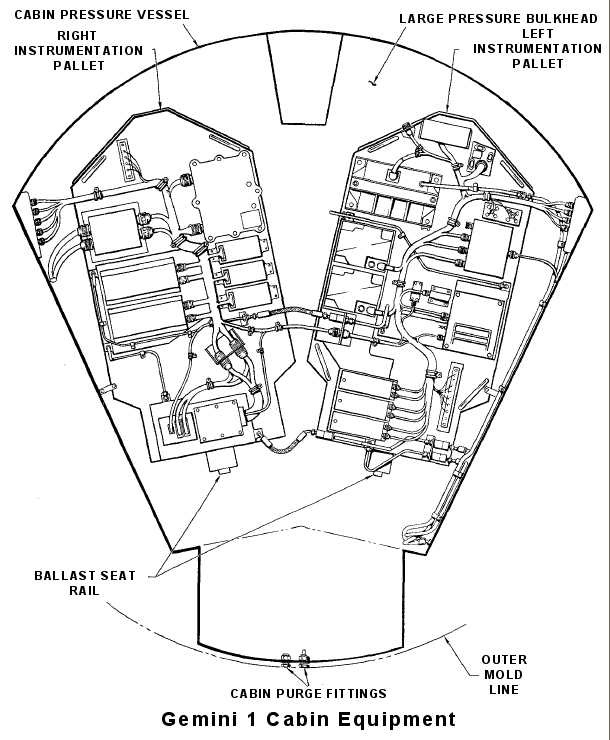
Schema di progettazione
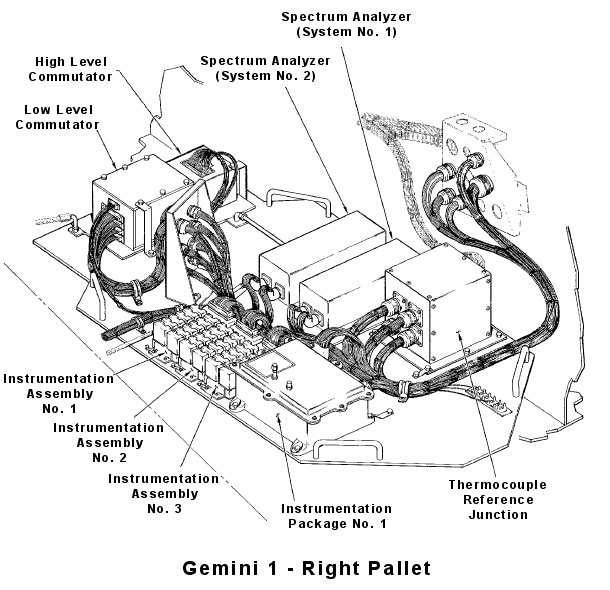
Strumentazione telemetrica (di destra)
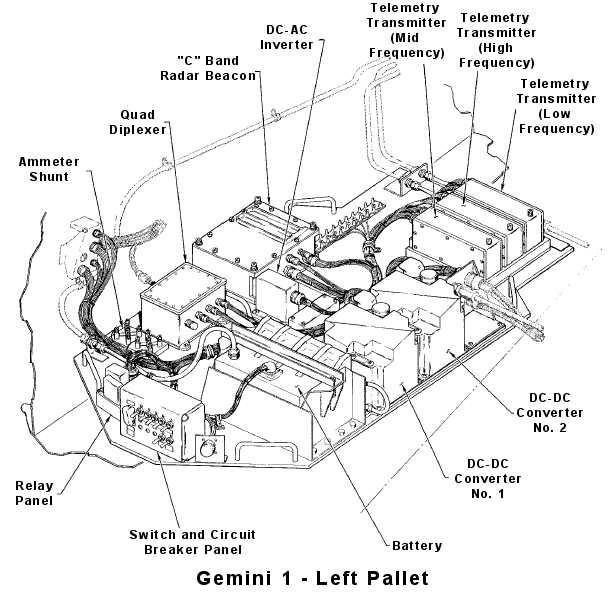
Strumentazione telemetrica (di sinistra)